# Philantomba

Philantomba — рід ссавців, що включає три види дуїкерів, малих антилоп. Ці три види це: дуїкер Максвелла (Philantomba maxwellii), блакитний дуїкер (Philantomba monticola) і описаний в 2010 році дуїкер Вальтера (Philantomba walteri).